# أبيمديون سهمي
أبيمديون سهمي (الاسم العلمي: Epimedium sagittatum) هو نوع من النباتات يتبع جنس الأبيمديون من الفصيلة البرباريسية.